# フキナガシフウチョウ
フキナガシフウチョウ (吹流風鳥、学名：Pteridophora alberti) はフウチョウ科に属する鳥の1種。ニューギニア島の山林に生息する。フキナガシフウチョウ属は単型である。

## 命名
1894年12月、Adolf Bernhard MeyerによってBulletin of the British Ornithologist's Clubにおいて記載された。英名の"King of Saxony"、種小名"alberti"はどちらもザクセン王アルベルトへの献名である。また、彼の妻カロラ・ヴァーサの名はワキジロカンザシフウチョウ Parotia carolae に与えられている。
ニューギニア島の先住民からは "Kiss-a-ba" と呼ばれることがあるが、これは雄の大きな鳴き声に由来する。

## 形態

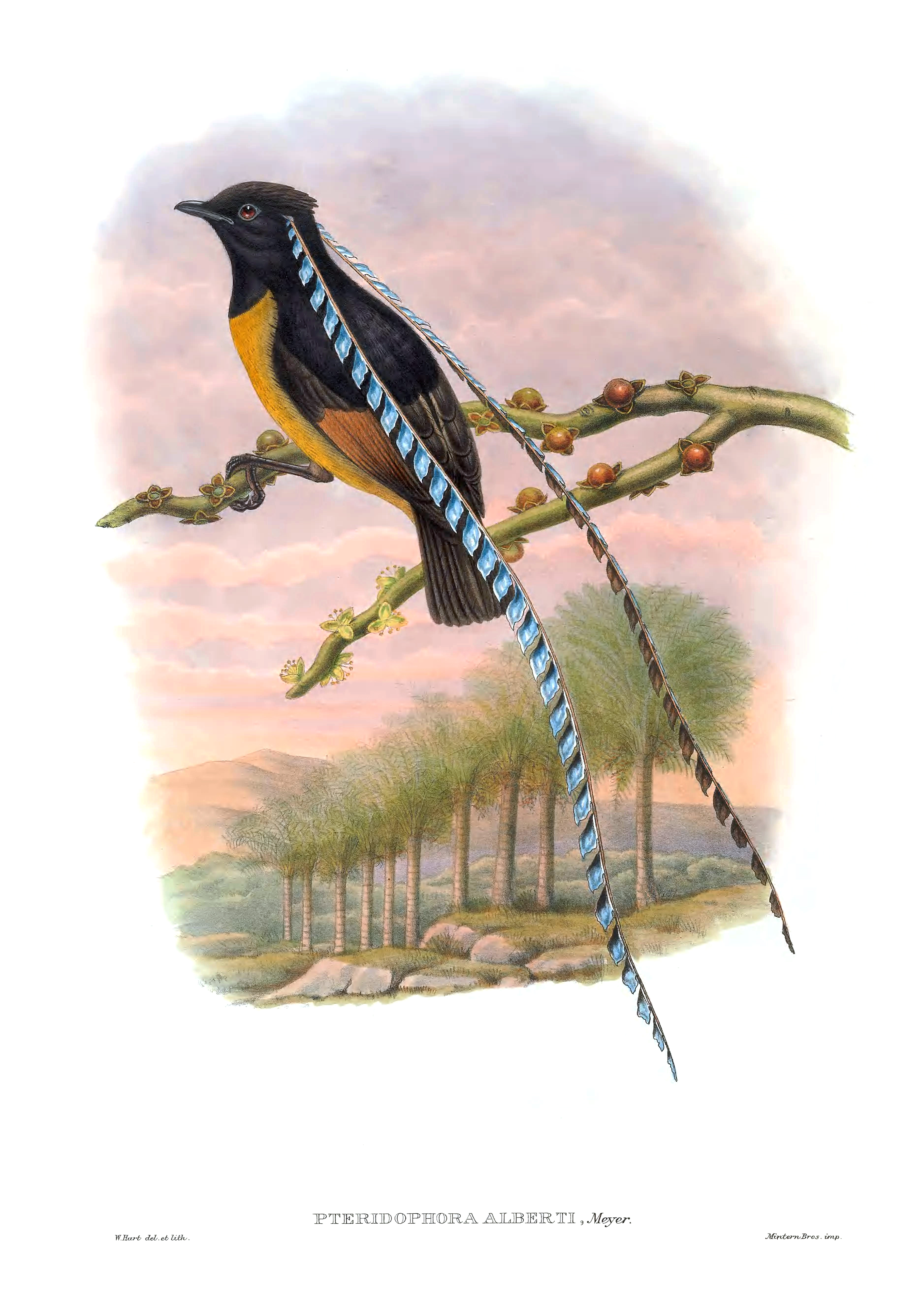
雄のイラスト

成体は22 cm程度になる。雄の体色は、背面は黒、腹面は黄色、虹彩は暗褐色、脚は灰褐色、嘴は青緑。2本の長い（50cm程度）エナメルブルー色の吹き流しを持ち、上下させることができる。雌にはこのような装飾はなく、体色は灰褐色で腹面には縞模様がある。
雄の吹き流しは非常に奇妙なものであり、欧州に最初の標本が持ち込まれた時点では、作り物ではないかと疑われた。

## 分布
ニューギニア島の山林に生息する。分布域はパプア州のコボウレ山脈 (Pegunungan Kobowre) からパプアニューギニアのKratke山脈。標高1,300–2,850m（通常は1,800–2,500m）で見られる。

## 生態
成体の雄は縄張りを持つ。高木の頂点に止まって縄張りを監視し、吹き流しを動かしながら隣接する縄張りの雄に向けてさえずる。1996年、デイビッド・アッテンボローは初めて本種の交尾行動を撮影した。
餌は主に果実や昆虫である。
生え変わった吹き流しを雄のパプアニワシドリが集め、巣の飾り付けに用いることがある。

## 保全状況
先住民が吹き流しを祭礼に用いるために本種を狩猟することがあるが、分布域の一部では未だ一般的に生息する。IUCNは保全状況を軽度懸念と評価している。
CITESでは、本種を含むフウチョウ科が附属書IIに掲載されている。